# Cantone di Champeix
Il Cantone di Champeix era una divisione amministrativa dell'arrondissement di Issoire.
È stato soppresso a seguito della riforma complessiva dei cantoni del 2014, che è entrata in vigore con le elezioni dipartimentali del 2015.
Comprendeva i comuni di
- Chadeleuf
- Champeix
- Chidrac
- Clémensat
- Courgoul
- Creste
- Grandeyrolles
- Ludesse
- Montaigut-le-Blanc
- Neschers
- Saint-Cirgues-sur-Couze
- Saint-Floret
- Saint-Nectaire
- Saint-Vincent
- Saurier
- Tourzel-Ronzières
- Verrières